# Włóka (narzędzie)

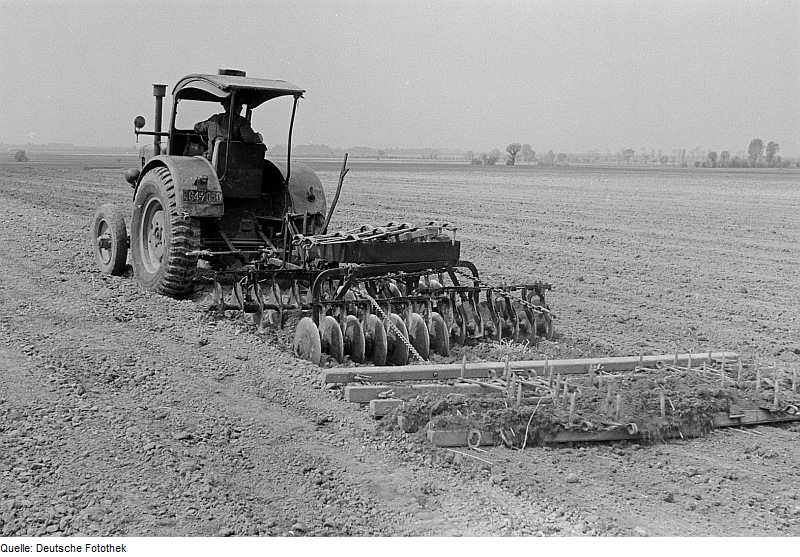
Drewniana włóka zagregatowana z broną talerzową i dociążona broną zębową

Włóka – narzędzie uprawowe służące do włókowania. Za włókę uznaje się każde narzędzie ciągnione po powierzchni pola nieposiadające zębów zagłębiających się w glebie.
Najczęściej jest to ciągnięta po powierzchni pola przez ciągnik rolniczy lub konia drewniana lub stalowa belka lub zespół kilku belek ustawionych prostopadle lub pod niewielkim skosem do kierunku jazdy. Włóka najczęściej składa się z belki głównej (posiada stojak do połączenia z podnośnikiem ciągnika), belki usztywniającej, zawiasu oraz tzw. sekcji włóki (jedna lub kilka belek połączonych przeważnie łańcuchami). Głębokość pracy włóki zwykle nie przekracza 5 cm. Włoka może być również elementem składowym agregatów uprawowych.
Działanie włóki polega głównie na ścinaniu i wyrównywaniu nierówności na wierzchniej warstwie skib. Efekt wykorzystania włóki jest jednak krótkotrwały i trwa tylko kilka dni. Dlatego też włóka jako samodzielne narzędzie jest rzadko stosowana, zaś częściej wchodzi w skład wieloczynnościowych agregatów uprawowych.
Jako włókę można wykorzystać (w jej najprostszej formie) kilka połączonych ze sobą zużytych opon.